# Seznam rolkarskih filmov
Seznam rolkarskih filmov.

## #
- 16 below (2001)
- 16 below second thoughts (2003)
- 2nd to none (Deca, 2001)
- 20 shot sequence (World industries, ???)
- 5 foot 12 push record (???, ???)
- 7 year glitch (New deal, ???)
- 911 (411vp, 2004)

## A
- A thin line between love and haight (FTC, 2005)
- Adventures in cheese (Blockhead, 1990)
- Adio promo DVD (Adio, 2005)
- Alone (Expedition one, ???)
- Aka girl skater (Gallaz, 2003)
- All night long (???, ???)
- Almost round 3 (Almost, 2005)
- Alphabet city (???, ???)
- Amateur (???, ???)
- American misfits (2003)
- Ammo the next round (Santa cruz, ???)
- Annihilation (Beer city, 2004)
- Anthology (TWS, ???)
- Anti-hero (Anti-hero, 1998)
- Anzeigeberlin (2004)
- Are you alright (TWS, ???)
- Around the world (411vp, ???)
- Around the world 2 (411vp, ???)

## B
- Backyard annihilation (Alva, 1988)
- Bag of suck (Enjoi, 2006)
- Baker 2G (Baker, 2000)
- Baker 3 (Baker, 2005)
- Barge at will (Vision, ???)
- Basic training (Bones, ???)
- Battalion (Darkstar, ???)
- Bay area skateboarding (Seasons, ???)
- Beeing popular (Popular, ???)
- Beer helmet (Thrasher, 2005)
- Beers, bowls & barneys (Thrasher, ???)
- Behold (Consolidated, ???)
- Belong tour (Blueprint, 2002)
- Beware of the flare (Lakai, ???)
- Black cat (Maple, ???)
- Black out (2002)
- Black out (Black label, 2003)
- Blitzkrieg (???, ???)
- Blown out (Krux, 2005)
- Bon appetit (Cliché, 2004)
- Boob (Big brother, 1999)
- Bootleg (Baker, 1999)
- Boss ballin 2: Still ballin (2006)
- Boston massacre (Coliseum, ???)
- Brazilian vacation (411vp, ???)
- Build and destroy (Blueprint, 1999)

## C
- Can't stop the firm (The firm, 2003)
- Canvas (Globe, 1998)
- Cash, money, vangrant (Anti-hero, 2003)
- Chicagof (Volcom, ???)
- Chilly (Pharmacy, ???)
- Chomp on this (2001)
- Church of skatan (Shorty's, ???)
- City of killers (Zoo york, ???)
- CKY (1999)
- CKY2K (2000)
- CKY3 (2001)
- CKY4 (2002)
- CKY documentary (Landspeed, ???)
- Class of 2000 (Bones, ???)
- Closure (???, ???)
- Collapse (2005) - Slovenski film
- Come together (ATM, 1995)
- Conspiracy (Lordz, 2001)
- Continuum (DNA, ???)
- Crap (Big brother, 2001)
- CROnika (???, 2004) - Hrvaški film

## D
- Damage (Obsession, ???) - Slovenski film
- Debbie does Blockhead (Blockhead, 1992)
- Destroy everything now (88, 2005)
- Did it! (Western edition, ???)
- Dogtown and Z boys (2002)
- Drive (411vp, ???)
- Dying to live (Zero, 2002)

## E
- East coastin tour (Bootleg, 2004)
- Elementality Vol. 1 (Element, 2005)
- Est 3.0 (Zoo york, ???)
- Est 4.0 (Zoo york, ???)
- Europa (Cliché, ???)
- Everything is going to be alright (Heroin, 2002)
- EZ pass vacation (5boro, 2002)

## F
- Falling down (101, 1993)
- Fast youth (ATM, 2001)
- Feasters (Birdhouse, 1992)
- Feedback (TWS, ???)
- First broadcast (Blueprint, 2002)
- First love (TWS, 2005)
- Filming crazy (Chill, 2005)
- FKD video (FKD, ???)
- Flick (ATM, 1996)
- FM 2 (???, ???)
- Folklore view (2005)
- F.O.R.E. and friends (Planet Earth, ???)
- Forecast (2005)
- Foundation european tour (Foundation, 2004)
- Free your mind (TWS, ???)
- Freedom fries (Cliché, ???)
- Fucktards (Atni-hero, 1997)
- Fulfill your dreams (Shorty's, ???)
- Full power trip (Gullwing, 1990)

## G
- Get dirty (Germ, ???)
- Getting nowhere faster (Villa villa cola, 2005)
- Go for broke (Thrasher, ???)
- Good & evil (Toy machine, 2005)
- Got gold? (Gold, ???)
- Greatest hits (411vp, ???)
- Guarte (Santa cruz, 2005)
- Guilty (Shorty's, ???)
- Gumbo (Arcade, 2000)

## H
- Hakkuh (Acme, 1997)
- Hallowed ground (Hurley, ???)
- Harsh euro barge (Girl, 2002)
- Heavy metal (Toy machine, 1995)
- Hello Jojo (Chliché, 2006)
- High five (Etnies, ???)
- Hokus pokus (H-street, 1989)
- Hoon run (2006)
- Hot chocolate (Chocolate, ???)
- Hot wax (2005)
- How to go pro (Shorty's, 2005)

## I
- I am (Digical, ???)
- I hate children (16, 2000)
- Illustrated example (TWS, ???)
- In bloom (TWS, ???)
- In search of roots & culture (Satori, ???)
- iThink (Think, 2005)

## J
- Jaded (Thrasher, ???)
- Japan tour (Monke, 2005)
- Jedaee (5th district, 2005)
- Jump off a building (Toy machine, 1998)
- Jus' foolin' (???, ???)

## K
- Kids in emerica (Emerica, ???)
- Killself (2005)
- King of the road (Thrasher, vsako leto od 2003)

## L
- Label kills (Black label, 2001)
- Label live (Black label, 2004)
- Land pirates (???, ???)
- Landing primo (Sugar sports, ???)
- Let it bleed (1984, 2001)
- Life in the fast lane (TSA, ???)
- Lookin' ahead (Western edition, ???)
- Lost and found (Blueprint, 2005)
- Love child (World industries, ???)
- Lurkers 2: skateboarding is for me (2005)

## M
- Madness & mayhem (Foundation, ???)
- Man down (Tiltmode, ???)
- Marooned (2005)
- Memory screen (Alien workshop, 1991)
- Menikmati (éS, 2000)
- Miscellaneous tour footage (Consolidated, ???)
- Mislead youth (Zero, 1999)
- Modus operandi (TWS, ???)
- Monkey buisness (Monkey, ???)
- Mosaic (Habitat, ???)
- Mouse (Girl, ???)
- Munted daze (Volcom, 2005)

## N
- Nazartrip (Quiksilver, 2005)
- Neighbours (2006)
- New blood (Zero, 2005)
- New world order (World industries, ???)
- New Yory New York (5boro, 2005)
- No place like home (Square, 2006)
- North (???. ???)
- North 2 (???. ???)
- Not sponsored 1 (???, ???) - Slovenski film
- Not sponsored 2 (???, ???) - Slovenski film
- Number two (Big brother, 1998)
- NY revisited (???)

## O
- One step beyond (Adio, 2001)
- OP King of skate (900 films, 2003)
- Opinion (Globe, 2001)
- Out of focus (Alva, 1990)

## P
- Pack a lunch (???, ???)
- Photosynthesis (Alien workshop, 2000)
- PJ Ladd's wonderfull horrible life (Coliseum, ???)
- Playing in traffic (Thrasher, ???)
- Please to meet you tour (Vans, 2005)
- Plus skateshop video (Plus skateshop, 2005)
- Portraits (Anti-social, ???)
- Pritchard vs. Dainton (2003)
- Public domain (Powell Peralta, 1988)
- Purple (2006)

## Q
- Questionable (Plan B, 1992)

## R
- Ravers (Birdhouse, 1993)
- Real life (Subzero, 1994)
- Real to reel (Real, ???)
- Really sorry (Flip, ???)
- Reason to believe (Faith, 2006)
- RECcreation (???, ???)
- Recepie for disaster (Real, ???)
- Reclaim the street (???, ???)
- Recycled rubbish (Blockhead, 1991)
- Regal road & Kalis in mono (Habitat in Alien workshop, 2005)
- Riding shotgun with Wieger (The firm, ???)
- Rise up (Element, 2005)
- Risk it (Speed, 1990)
- Rocket science (Thrasher, ???)
- Rodney Mullen vs. Daewon Song Round 1 (Dwindle, ???)
- Rodney Mullen vs. Daewon Song Round 2 (Dwindle, ???)
- Roll forever (Real, 2005)
- RöTö (???, ???)
- Rust never sleeps (???, ???)
- Ryde or die Vol. 1 (Aesthetics, 2001)

## S
- Second hand smoke (Plan B, 1994)
- Seeing double (Real, ???)
- Seek and destroy (Red bull, 2005)
- Shackle me not (H-street, 1988)
- Shake junt (2006)
- Shit (Big brother, 1996)
- Short but sweet (2005)
- Show me the way (TWS, 2005)
- Side B remix (Bootleg, 2004)
- Sight unseen (TWS, ???)
- Skate more (DVS, 2005)
- Skateboarding is dead (2006)
- Skater of the year (Thrasher, ???)
- Slaughterhouse (Pig, 2005)
- Slowly Going Nowhere (Frame, 2006) - slovenski film
- So quick achieved (Consolidated, 2005)
- Sorry (Flip, ???)
- Speed freaks (Santa cruz, 1989)
- Splendid eye torture (Blockhead, 1989)
- Sponsored (411vp, ???)
- Stand strong (411vp, ???)
- Stars and bars (Plan B, 1995)
- Starting point (TWS, ???)
- Static (???, ???)
- Static 2 (???, ???)
- Steady crushin (Bootleg, 2002)
- Stoked: the rise and fall of gator (2003)
- Street cinema (City stars, ???)
- Streets of Barcelona (2005)
- Streets on fire (Santa cruz, ???)
- Subjet to change (Osiris, 2003)
- Subtleties (TWS, 2004)
- Sucking the life (Toy machine, ???)
- Sončni vzhod (Rolka, 2006) - slovenski film
- Super champion funzone (Fourstar, 2005)

## T
- T stance holmes (Shorty's, 2004)
- Tactical manual (???)
- Tanked (Beer city, 1999)
- Tent city (Anti hero, 2004)
- That's life (Foundation, ???)
- The Acme skateboard video (Acme, 1992)
- The blvd (2005)
- The chocolate tour (Chocolate in Girl, 1999)
- The DC video (DC, 2003)
- The end (Birdhouse, 1998)
- The fast foward flick (2006)
- The filmbot files (Unicron, 2005)
- The first step (411vp, ???)
- The four corners tour (2000)
- The good times are killing me (Foundation, ???)
- The hollyword video (Hollywood, ???)
- The next step (411vp, ???)
- The reason (TWS, 1999)
- The revolution (Plan B, 1997)
- The strongest of the strange (2005)
- The storm (Osiris, 1999)
- The tao of skateboarding (???, ???)
- The trip (Arcade, 2001)
- The way of life (Sk8mafia, 2005)
- The Weenabago projekt (2006)
- They don't give a fuck about us (Lordz, ???)
- This is skateboarding (Emerica, 2003)
- Thrill of it all (Zero, 1997)
- Tim & Henry's pack of lies (Blind, 1992)
- Timecode (Alien workshop, 1997)
- Toebock (2004)
- Tony Hawk's gigantic skatepark tour (???, ???)
- Tony Hawk's secret skatepark tour (???, 2004)
- Tony Hawk's trick tips 1 (900films, ???)
- Tony Hawk's trick tips 2 (900films, ???)
- Tony Hawk's trick tips 3 (900films, ???)
- Top of the world (Top dollar, ???)
- Toy machine live! (Toy machine, 1994)
- Transmission 7 (TWS, 1999)
- Tricktips with Will Santos (TWS, ???)
- Trilogy (Blind, World industries in 101, ???)
- Twigs (Element, ???)
- Two songs (Anti-hero, 2002)

## U
- Unedited (Acme, 1993)
- Untitled (Birdhouse, 1992)
- Underdog (???, ???)
- Unfazed (Premium, ???)
- Unforeen shadows (???, ???)
- Uprising (Santa cruz, ???)
- Urban canvas (Supernaut, ???)

## V
- Vicious cycle (???, ???)
- Video days (Blind, 1991)
- Videoradio (TWS, 2001)
- Virtual reality (Plan B, 1993)
- Visuals (???, ???)

## W
- Waiting for the world (Blueprint, 2000)
- Wasted (Beer city, 2002)
- Way out east (Stereo, ???)
- Welcome to hell (Toy machine, 1996)
- What are you doing (2005)
- What if? (Blind, 2005)
- What tour? (És, 2005)
- Who (Arcade in Autobahn, ???)
- Who cares (Alis, 2006)
- Who cares? The Duane Peters story (Black label, 2005)
- Who's raw (Sushi, ???)
- Wild in the streets (Shorty's, ???)
- Wild in the streets (Emerica) (Emerica, ???)
- Word of mouth (5boro, ???)

## Y
- Yeah right! (Girl, 2003)
- YIHU (2006)